# Ratibor (Pommerellen)
Ratibor (polnisch Racibor Białogardzki; * 1212; † 6. Juni 1272) war 1233–1262 Herzog von Pommerellen in Belgard. Er entstammte der Dynastie der Samboriden.

## Leben und politischer Werdegang
Ratibor war der jüngste der vier Söhne Mestwins I. und erhielt den Nordwesten Pommerellens mit dem Hauptort Belgard als Residenz, der zwischen den heutigen Städten Lauenburg und Leba liegt. Belgard war Sitz eines Kastellans und damit befestigter Mittelpunkt eines Verwaltungs- und Herrschaftsgebietes. Die Expansionspolitik seines Bruders Swantopolk II. machte auch vor ihm und dem anderen Bruder, Sambor II., nicht Halt. 1237 überfiel Ratibor, durch Sambor verleitet, das zu Swantopolks Herrschaft gehörende Stolper Land. Swantopolk antwortete 1238 mit einem Heereszug gegen Belgard, nahm die Stadt ein, verbrannte die Burg und fügte das Gebiet Ratibors seinem Herrschaftsgebiet ein, indem er seinem unterworfenen Bruder den Vasalleneid abnahm. 1243 schlossen Ratibor und Sambor in Inowrocław ein gegen Swantopolk gerichtetes Bündnis mit Herzog Kasimir I. von Kujawien und dem Deutschen Orden. Swantopolk, über die Pläne seines Bruders in Kenntnis gesetzt, betrachtete Ratibors Bündnis als Verrat und ließ ihn gefangen nehmen.
Nach seiner Freilassung, 1248, bekam er seine Provinz zurück. Anschließend trat er 1262 dem Deutschen Ritterorden bei und vermachte ihm testamentarisch seine Herrschaftsrechte in Pommerellen.
| Personendaten    | Personendaten          |
| ---------------- | ---------------------- |
| NAME             | Ratibor                |
| KURZBESCHREIBUNG | Herzog von Pommerellen |
| GEBURTSDATUM     | 1212                   |
| STERBEDATUM      | 6. Juni 1272           |